# Барбют

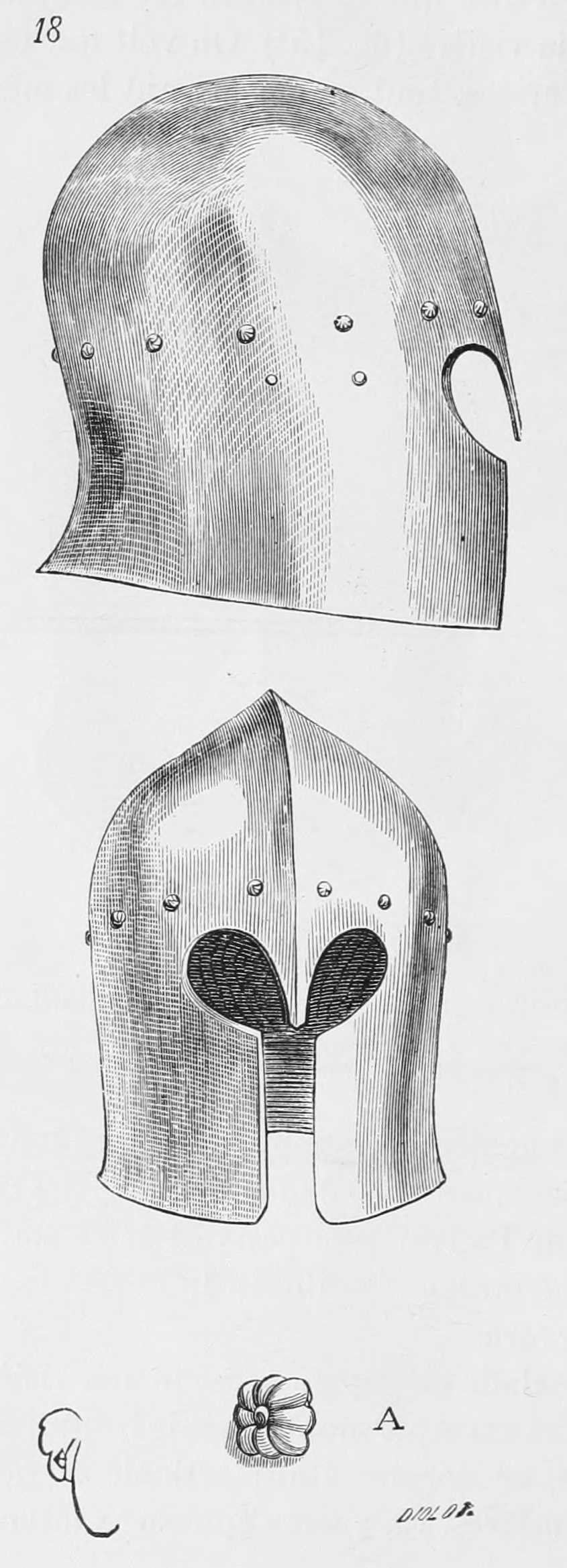
"Коринфский" барбют XV века с Y-образным вырезом. Иллюстрация из книги Эммануила Виолле-Ле-Дюка

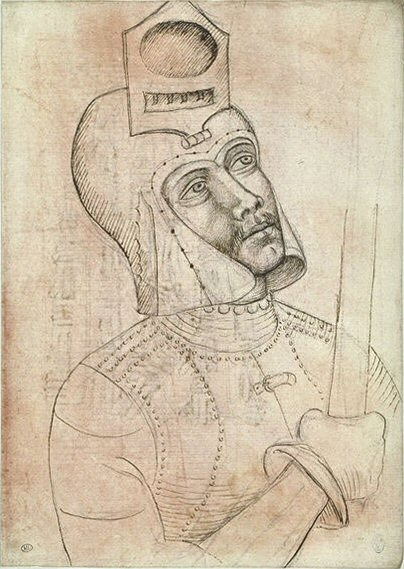
Барбют 1-й половины XV века с забралом. Рисунок Пизанелло из "Кодекса Валларди", Лувр. 1440-1450 гг.

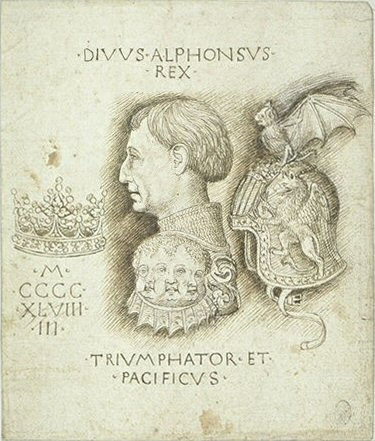
Альфонс V Арагонский в доспехе с парадным барбютом. Рисунок Пизанелло из "Кодекса Валларди", Лувр. 1448 г.

Барбют (англ. Barbute итал. Barbotto) — итальянский пехотный шлем XV века, в значительной мере закрывающий лицо за счёт развитых нащёчников. Y-образный вырез некоторых барбютов XV века копирует античные шлемы гоплитов (Сorinphian barbute). Существует два объяснения этого названия, буквально означающего "бородатый" (итал. Barba — борода): шлем "с бородой", то есть с выступами, закрывающими щеки, и "шлем, из-под которого торчит борода владельца". Некоторые барбюты снабжались бармицей (barbute a camalia), основная масса — нет (barbute sin camalia). Барбюты ковались разной формы — от полностью открывающих лицо до полностью закрывающих его. В Италии XV-XVI века слово "барбют" использовалось также для обозначения численности латников в отряде (например, "отряд в 1000 барбют"). Также этот шлем имел и другие названия (в зависимости от региона): к примеру, в Германии их называли «итальянскими саладами» или «итальянскими бацинетами». 
В настоящее время барбют классифицируется как открытый тип шлема, так как, несмотря на полную защиту головы, имеет ничем не прикрытый вырез в лицевой части (исключение составляют некоторые образцы барбютов с забралом, первые из которых появились в начале XV века). Очень часто из-за схожести формы барбют путают с бацинетом, особенно в тех редких случаях, когда барбют дополняется бармицей, бувигером или забралом. Однако у него имеется отличительная особенность — его боковые стороны, «нащечники», защищают щеки и уши. На передней стороне шлема делается вырез в форме буквы Т или Y. В шлемах с Y-образным вырезом встречается ярко выраженный недлинный наносник, который исчезает после 1450 года. Благодаря вырезу обзор и дыхание воина не затрудняются, при этом и голова остается защищенной. Купол барбюта обыкновенно сферический или сфероконический. Задняя часть несколько удлинена и прикрывает затылок, немного опираясь на плечи, а в более поздних образцах затыльник еще и выгибался назад, имея схожесть с саладами, только короче и более покатый. Также существовали и полностью открытые барбюты — без нащечных пластин, что также их делало похожими на бацинеты или салады.
Несмотря на присутствие барбюта в составе некоторых миланских доспехов в музейных экспозициях, он был чисто пехотным шлемом. В книге Фреда и Лилианы Функен есть изображение барбюта с забралом типа "воробьиный клюв", однако никаких иных подтверждений использования барбюта в кавалерии нет. 
Барбют был популярен примерно до конца XV века, когда был вытеснен саладами.